# Cykling vid olympiska sommarspelen 1896
Vid olympiska sommarspelen 1896 i Aten avgjordes sex grenar i cykling.

## Medaljfördelning
| Medaljfördelning |                |      |        |       |        |
| Placering        | Nation         | Guld | Silver | Brons | Totalt |
| 1                | Frankrike      | 4    | 1      | 1     | 6      |
| 2                | Grekland       | 1    | 3      | 0     | 4      |
| 3                | Österrike      | 1    | 0      | 2     | 3      |
| 4                | Storbritannien | 0    | 1      | 1     | 2      |
| 5                | Tyskland       | 0    | 1      | 0     | 1      |

## Medaljörer

### Herrar

#### Landsväg
| Gren                        | Guld                                | Silver                    | Brons                          |
| Tempolopp 87 km Detaljer... | Aristidis Konstantinidis · Grekland | August Gödrich · Tyskland | Edward Battel · Storbritannien |

#### Bana
| Gren                       | Guld                     | Silver                            | Brons                    |
| Tidslopp 333 m Detaljer... | Paul Masson · Frankrike  | Stamatios Nikolopoulos · Grekland | Adolf Schmal · Österrike |
| Sprint Detaljer...         | Paul Masson · Frankrike  | Stamatios Nikolopoulos · Grekland | Léon Flameng · Frankrike |
| 10 km Detaljer...          | Paul Masson · Frankrike  | Léon Flameng · Frankrike          | Adolf Schmal · Österrike |
| 100 km Detaljer...         | Léon Flameng · Frankrike | Georgios Kolettis · Grekland      | Ingen                    |
| 12 timmarslopp Detaljer... | Adolf Schmal · Österrike | Frank Keeping · Storbritannien    | Ingen                    |

## Deltagande nationer
Totalt deltog nitton cyklister från fem länder vid de olympiska spelen 1896 i Aten.
| - Frankrike (2) - Grekland (9) - Storbritannien (2) - Tyskland (5) - Österrike (1) |